# Општина Агриш (Сату Маре)
Агриш (рум. Agriş) општина је у Румунији у округу Сату Маре.
Oпштина се налази на надморској висини од 123 m.

## Становништво

### Хронологија
| Година       | 2004 | 2005 | 2006 | 2007 | 2008 | 2009 | 2010 | 2011 | 2012 | 2013 | 2014 | 2015 | 2016 | 2017 |
| ------------ | ---- | ---- | ---- | ---- | ---- | ---- | ---- | ---- | ---- | ---- | ---- | ---- | ---- | ---- |
| Становништво | 1703 | 1735 | 1777 | 1797 | 1872 | 1925 | 1952 | 2007 | 2056 | 2066 | 2102 | 2124 | 2140 | 2153 |